# Larisa Roxana Giurgiu
Larisa Roxana Giurgiu (født 5. januar 2000) er en rumænsk sanger. Hun skulle have repræsenteret Rumænien ved Eurovision Song Contest 2020 i Rotterdam, der imidlertid blev aflyst på grund af COVID-19-pandemien. Roxen blev ikke desto mindre internt valgt som landets repræsentant til 2021-udgaven af konkurrencen med sangen "Amnesia". Hun kvalificere sig ikke til finalen, efter at være elimineret i den første semifinale. 
Roxen opdagede sin passion for musik i en alder af syv år.

## Diskografi

### Singler
- 2019: Ce-ți cântă dragostea
- 2019: I Don't Care
- 2019: You Don't Love Me (Sickotoy featuring Roxen)